# جيمي ألكسندر
جايمي الكسندر (بالإنجليزية: Jaimie Alexander)‏ مواليد 12 مارس 1984 في كارولاينا الجنوبية، الولايات المتحدة، هي ممثلة أمريكية بدأت مسيرتها الفنية عام 2004.

## روابط خارجية
- جيمي ألكسندر على موقع IMDb (الإنجليزية)
- جيمي ألكسندر على موقع ميتاكريتيك (الإنجليزية)
- جيمي ألكسندر على موقع روتن توميتوز (الإنجليزية)
- جيمي ألكسندر على موقع ألو سيني (الفرنسية)
- جيمي ألكسندر على موقع تيرنر كلاسيك موفيز (الإنجليزية)
- جيمي ألكسندر على موقع أول موفي (الإنجليزية)
- جيمي ألكسندر على موقع قاعدة بيانات الأفلام السويدية (السويدية)
- جيمي ألكسندر على موقع إن إن دي بي (الإنجليزية)
- جيمي ألكسندر على موقع قاعدة بيانات الفيلم (الإنجليزية)
- جيمي ألكسندر على موقع كينوبويسك (الروسية)